# Воронин Олександр Олексійович
Воронин Олександр Олексійович (27 грудня 1926, Харків — 15 травня 2013, Саут-Баунд-Брук) — український письменник, редактор, видавець, громадський діяч, син письменника О. Варрави. Псевдонім — Зоя Вишгородська.

## Біографія
Народився 27 грудня 1926 року в місті Харкові. У 1944 р. потрапив до Німеччини, закінчив тут середню освіту, здобув ступінь магістра у Богословській академії УАПЦ у Мюнхені (1954). З 1950 року перебував у США, працював редактором радіостанції «Голос Америки» (1971–1989), вів радіопрограму «Голос УАПЦ», заснував видавництво «Воскресіння». З 1990 року — директор видавництва «Воскресіння» (Кенсінгтон). Довголітній член парафії св. Трійці УПЦ в Чіктовага (передмістя Баффало, штат Нью-Йорк — США) видавав «Парафіяльне Слово», член управи, допомагав хорові і діяльності школи.
Помер 15 травня 2013 р. Похований на кладовищі св. Андрія в Саут-Баунд-Бруці, штат Нью-Джерзі, США.

## Творчий доробок
Автор книжок для дітей «Квітка на камені», «Ведмедикове свято», п'єси «Пригоди Різдвяної зірки», численних праць про історію церкви.
Окремі твори:
- Воронин О. О. Автокефалія Української Православної Церкви. — Кенігстон: Воскресіння, 1990. — 63 с.
- Воронин О. Була, є і буде! — Саут Баунд Брук: Укр. Автокеф. Правосл. Церква у США, 1989. — 28 с.